# Брегенц (футбольный клуб)
«Бре́генц» (нем. SC Schwarz-Weiß Bregenz) — австрийский футбольный клуб из города Брегенц. Основан 1 июля 1919 года.

## История
Клуб был основан в 1919 году под названием ФК «Брегенц». Цвета клуба были черно-белыми. До 1927 года они играли только товарищеские матчи против команд из Германии и Швейцарии. В 1927 году они играли в первый раз в лиге Форарльберга. Уже 1928 году они стали чемпионами Форарльберга. 1938 года, после оккупации Австрии фашистской Германией, они образовали с другими командами из региона Безирксклассе Боденси-Форарльберг. Из-за Второй мировой войны Лига была расформирована в 1942 году.
После войны ФК «Брегенц» был повторно основан под названием SC «Шварц-Вайс Брегенц». До 1999 года клуб играл под разными именами во второй австрийской лиге. В 1999 ФК «Брегенц» вышел в австрийскую бундеслигу, где играл до сезона 2004/05. Из-за финансовых проблем они не могли получить лицензии и объявили о банкротстве клуба. Для молодых игроков был основан новый клуб — SC «Брегенц». Хотя с юридической точки зрения «Брегенц» — новый клуб, но сторонники увидели в нём замену старого клуба. С 2007 года этот клуб играет в Региональной лиге Запад (3-й уровень).

## Прежние названия
- 1919—1945 — «ФК Брегенц»
- 1945—1970 — «СК Шварц-Вайс Брегенц»
- 1970—1973 — «СК Олимп Брегенц»
- 1973—1974 — «ФК Форарльберг»
- 1974—1979 — «СК Форвер Форарльберг»
- 1979—1987 — «ИГ Брегенц/Дорнбирн»
- 1987—2005 — «Казино СВ Брегенц»
- 2005—2006 — «СК Брегенц»
- 2006—2009 — «Ривелла СК Брегенц»
- 2009 — н.в. — «СК Шварц-Вайс Брегенц»

## Достижения
- Кубок Часов 2003: 4-е место
- Чемпионат Австрии 2003/04 Бундеслига: 5-е место

## Участие в еврокубках
| Сезон | Соревнование    | Раунд   | Страна                        | Клуб   | Результат |
| ----- | --------------- | ------- | ----------------------------- | ------ | --------- |
| 2002  | Кубок Интертото | 1 раунд | Флаг Кипра (1960—2006)        | Эносис | 3:1, 2:0  |
|       |                 | 2 раунд | Флаг Италии                   | Торино | 1:1, 0:1  |
| 2004  | Кубок Интертото | 1 раунд | Флаг Азербайджана (1991—2013) | Интер  | 0:3, 1:2  |

| Соревнование    | Матчи | Победы | Ничьи | Поражения | ГЗ | ГП |
| --------------- | ----- | ------ | ----- | --------- | -- | -- |
| Кубок Интертото | 6     | 2      | 1     | 3         | 7  | 8  |
| Итого           | 6     | 2      | 1     | 3         | 7  | 8  |